# إد بيرنز
إد بيرنز (بالإنجليزية: Edd Byrnes)‏ مواليد 30 يوليو 1933 في نيويورك، نيويورك، الولايات المتحدة، هو ممثل أمريكي بدأ مسيرته الفنية سنة 1956. من أعماله غريس. امتدت مسيرته الفنية لأكثر من 43 عاما.

## روابط خارجية
- إد بيرنز على موقع IMDb (الإنجليزية)
- إد بيرنز على موقع روتن توميتوز (الإنجليزية)
- إد بيرنز على موقع ألو سيني (الفرنسية)
- إد بيرنز على موقع ميوزك برينز (الإنجليزية)
- إد بيرنز على موقع أول موفي (الإنجليزية)
- إد بيرنز على موقع قاعدة بيانات الأفلام السويدية (السويدية)
- إد بيرنز على موقع إن إن دي بي (الإنجليزية)
- إد بيرنز على موقع ديسكوغز (الإنجليزية)
- إد بيرنز على موقع قاعدة بيانات الفيلم (الإنجليزية)
- إد بيرنز على موقع كينوبويسك (الروسية)